# سيباستيان أندرسون
سيباستيان أندرسون (بالسويدية: Sebastian Andersson)‏ (15 يوليو 1991 انجلهولم السويد - ) هو لاعب كرة قدم سويدي يلعب كمهاجم.

## مسيرته الكروية
لعب سيباستيان أندرسون خلال مسيرته الاحترافية مع 6 أندية في اثنا عشر موسمًا وسجل خلالها 89 هدفًا ضمن 284 مباراة. ولم يفز بأي موسم بالكأس أو بالدوري.
خاض سيباستيان أندرسون مسيرته مع Ängelholms FF ‏ في عامي 2010-2012 ولمدة موسمين، مشاركًا في 50 مباراة سجل خلالها 17 هدفًا. ثم انتقل إلى نادي كالمار في موسم 2012 واستمر معه طيلة ثلاثة مواسم، حيث شارك في 52 مباراة سجل خلالها 3 أهداف. لينتقل بعدها إلى نادي يورغوردينس في عامي 2014-2016 ولمدة موسمين، مشاركًا في 35 مباراة سجل خلالها 13 هدفًا. ثم انتقل إلى نادي نورشوبينغ في عامي 2016-2018 ولمدة موسمين، مشاركًا في 51 مباراة سجل خلالها 20 هدف. هذا وانتقل لاحقًا إلى نادي كايزرسلاوترن في موسم 2017–18 لمدة موسم واحد، مشاركًا في 29 مباراة سجل خلالها 12 هدفًا. ثم انتقل بعدها إلى نادي يونيون برلين في موسم 2018–19 ولمدة موسمين، مشاركًا في 67 مباراة سجل خلالها 24 هدفًا.

## روابط خارجية
- سيباستيان أندرسون على موقع الاتحاد الأوربي (الإنجليزية)
- سيباستيان أندرسون على موقع اتحاد السويد (السويدية)
- سيباستيان أندرسون على موقع قاعدة بيانات كرة القدم.إي يو (الإنجليزية)
- سيباستيان أندرسون على موقع ناشيونال فوتبول تيمز (الإنجليزية)
- سيباستيان أندرسون على موقع Soccerway.com (الإنجليزية)
- سيباستيان أندرسون على موقع عالم كرة القدم.نت (الإنجليزية)